# Sárgaszemű galamb
A sárgaszemű galamb (Columba eversmanni) a madarak osztályának galambalakúak (Columbiformes) rendjéhez és a galambfélék (Columbidae) családjához tartozó faj.

## Előfordulása
Afganisztán, Kína, India, Irán, Kazahsztán, Kirgizisztán, Pakisztán, Oroszország, Tádzsikisztán, Türkmenisztán és Üzbegisztán területén honos.

## Megjelenése
Testhossza 30 centiméter.